# Noroît
Noroît is een Franse avonturenfilm uit 1976 onder regie van Jacques Rivette. Het scenario is gebaseerd op het toneelstuk The Revenger's Tragedy (1607), dat wordt toegeschreven aan de Engelse auteur Thomas Middleton.

## Verhaal
Als de broer van Morag wordt vermoord door vrouwelijke piraten, besluit ze zich op hen te wreken. Ze infiltreert bij de piraten en wordt al snel een vooraanstaand lid van hun bende. Uiteindelijk besluit Morag de piratenleidster te doden.

## Rolverdeling
| Acteur             | Personage |
| ------------------ | --------- |
| Geraldine Chaplin  | Morag     |
| Bernadette Lafont  | Giulia    |
| Kika Markham       | Erika     |
| Humbert Balsan     | Jakob     |
| Babette Lamy       | Regina    |
| Élisabeth Lafont   | Elisa     |
| Danièle Rosencranz | Celia     |